# Heli Rantanen
Heli Orvokki Rantanen (Lammi, 26 febbraio 1970) è un'ex giavellottista finlandese.

## Biografia
Nel 1990 debutta arrivando dodicesima ai Campionati europei di atletica leggera con 53,98 metri. L'edizione seguente arrivò nona, migliorando notevolmente il risultato, con 60,96 metri. Alle Olimpiadi del 1992 a Barcellona si qualificò per la finale lanciando il giavellotto a 63,98 metri. Nella finale, però, arrivò solamente sesta.
Alle Olimpiadi del 1996 ad Atlanta riesce a riscattarsi, stabilendo il suo nuovo record personale con 67,94 metri e vincendo la medaglia d'oro, battendo l'australiana Louise McPaul e la norvegese Trine Hattestad.
Heli Rantanen è stata la prima atleta finlandese a vincere una medaglia d'oro olimpica.

## Palmarès
| Anno | Manifestazione   | Sede       | Evento                 | Risultato | Prestazione | Note |
| ---- | ---------------- | ---------- | ---------------------- | --------- | ----------- | ---- |
| 1989 | Europei juniores | Varaždin   | Lancio del giavellotto | 5ª        | 54,74 m     |      |
| 1990 | Europei          | Spalato    | Lancio del giavellotto | 12ª       | 53,98 m     |      |
| 1991 | Mondiali         | Tokyo      | Lancio del giavellotto | 9ª        | 60,96 m     |      |
| 1992 | Giochi olimpici  | Barcellona | Lancio del giavellotto | 6ª        | 62,34 m     |      |
| 1993 | Mondiali         | Stoccarda  | Lancio del giavellotto | 11ª       | 53,14 m     |      |
| 1995 | Mondiali         | Göteborg   | Lancio del giavellotto | 4ª        | 65,04 m     |      |
| 1996 | Giochi olimpici  | Atlanta    | Lancio del giavellotto | Oro       | 67,94 m     |      |
| 1997 | Mondiali         | Atene      | Lancio del giavellotto | 10ª       | 62,64 m     |      |
| 1998 | Europei          | Budapest   | Lancio del giavellotto | 5ª        | 62,34 m     |      |